# Nicola Maffei (1487-1536)

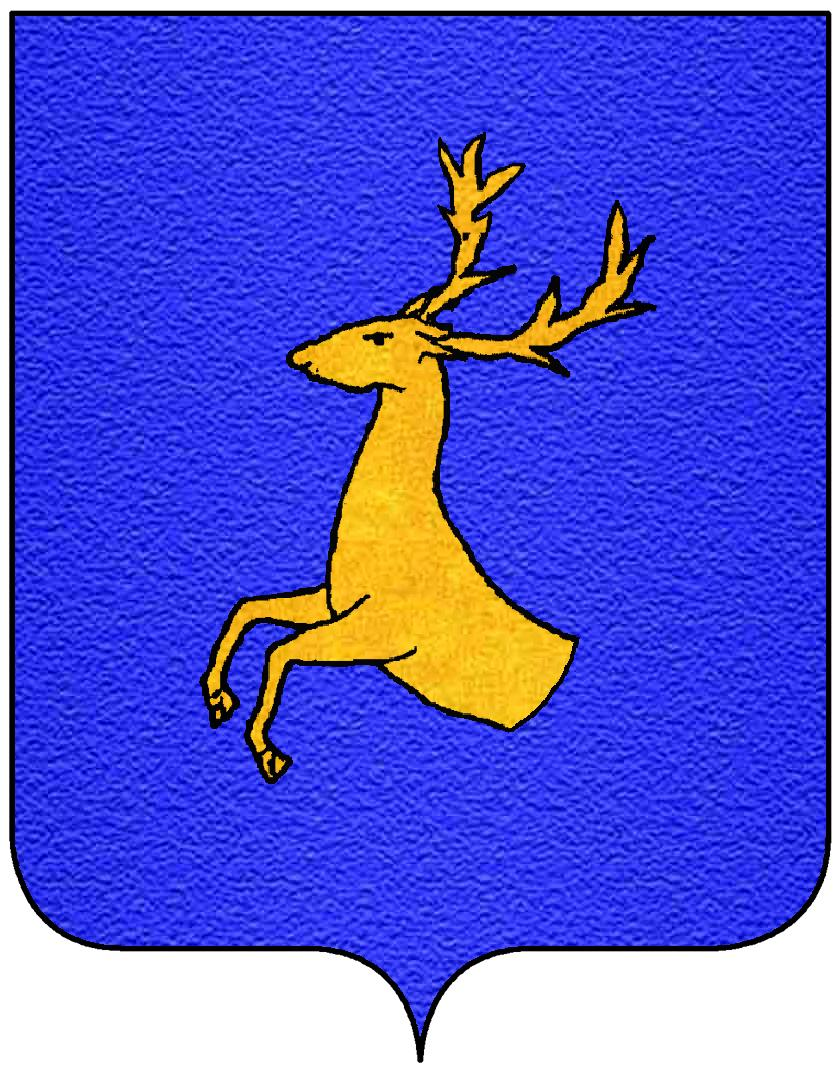
Stemma della famiglia Maffei.

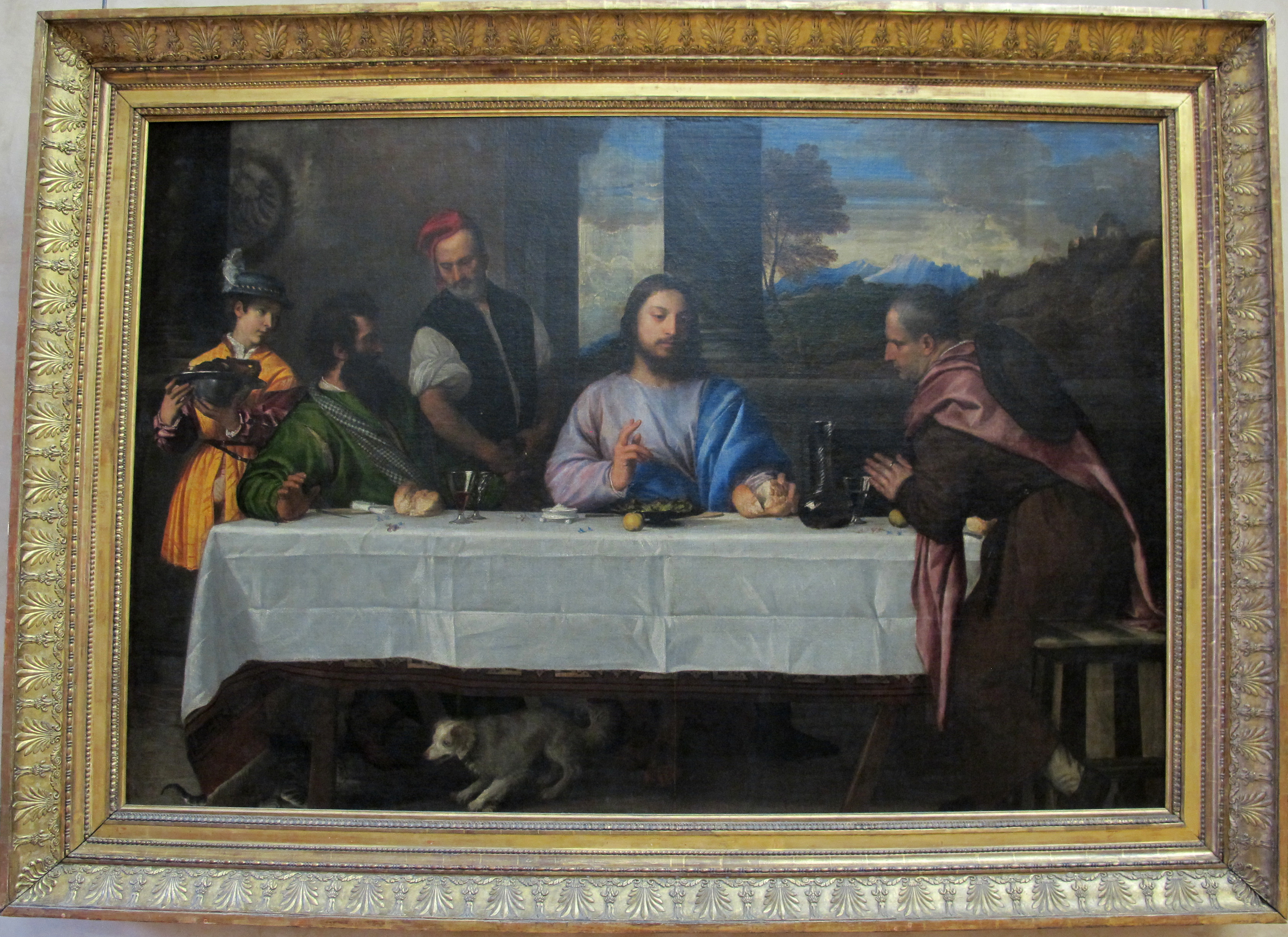
Tiziano, I pellegrini di Emmaus, 1533/34, Louvre

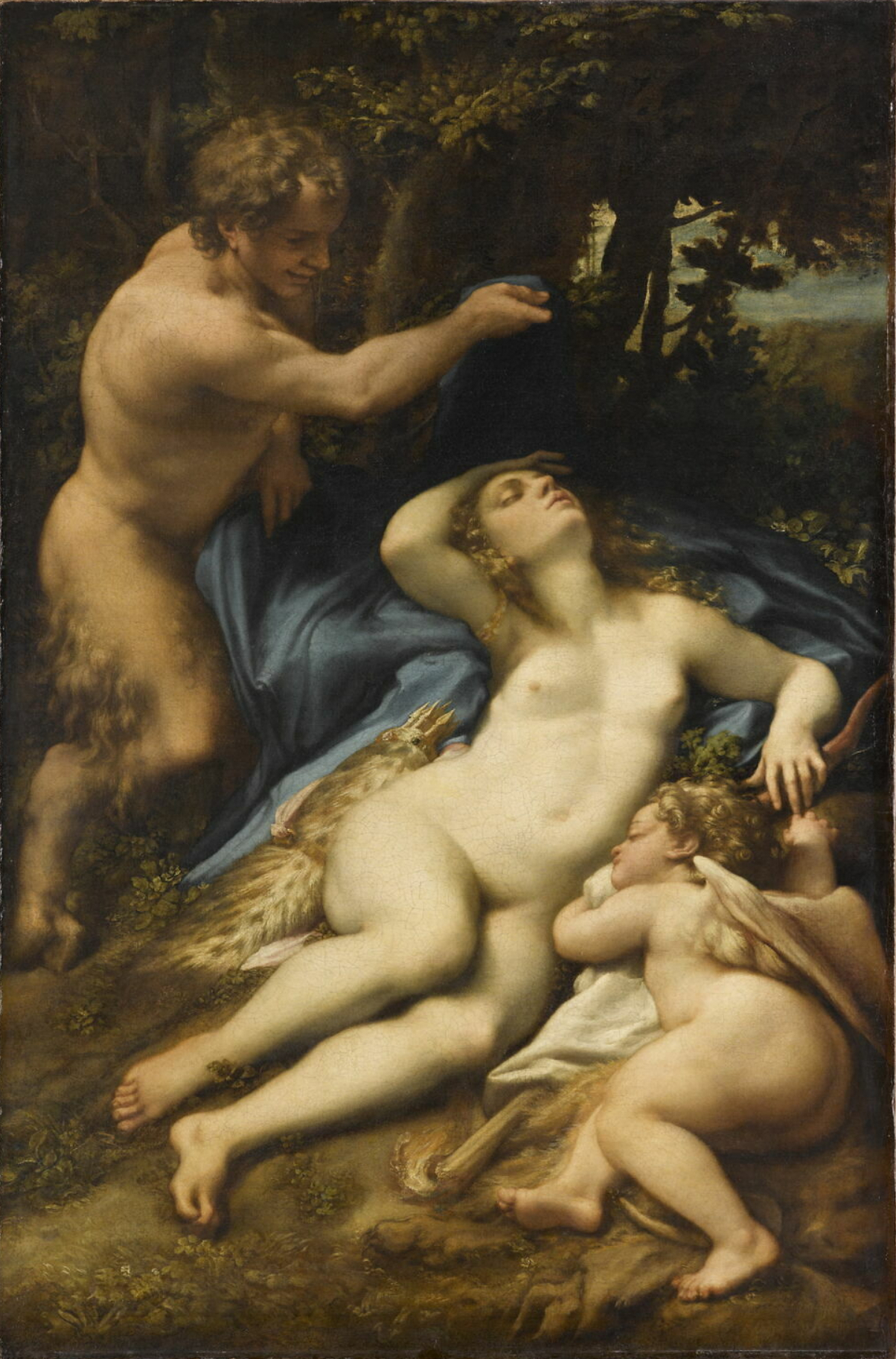
Correggio, Venere e Amore spiati da un satiro, 1527-28, Louvre. Opera appartenuta a Micola Maffei.

Nicola Maffei (Mantova, 1487 – Mantova, 1536) è stato un ambasciatore italiano.

## Biografia
Il conte Nicola Maffei nacque da Ludovico Maffei e da Vittoria Gonzaga.
Fu al servizio del marchese e poi duca di Mantova Federico II Gonzaga prima come consigliere e poi come ambasciatore, ricoprendo importanti incarichi per la corte gonzaghesca. Nel 1519 fu alla corte di Carlo V e nel 1523 venne nominato commissario generale delle truppe gonzaghesche. Nel 1526 venne nominato podestà di Viadana.
Fu amico di letterati ed artisti frequentanti la corte mantovana, tra i quali Baldassarre Castiglione, autore de Il Cortegiano ed appassionato collezionista di antichità. Commissionò nel 1530 al Tiziano il dipinto intitolato I pellegrini di Emmaus, ora al Louvre, in cui, a detta di alcuni critici, appare nel dipinto egli stesso assieme al duca di Mantova.
Alla fine del 1535 fu inviato in missione diplomatica a Napoli per celebrare il trionfo di Carlo V nella conquista di Tunisi e nel marzo del 1536 fece ritorno a Mantova, dove morì, a causa di una malattia.

## Discendenza
Ebbe tre figli da una non meglio identificata Isabella:
- Claudia
- Carlo, sposò Isabella, figlia naturale del cardinale Ercole Gonzaga
- Federico